# Te Paea Tiaho
Te Paea Tiaho, född cirka 1815, död 1875, var en maorihövding, regerande drottning över Ngati Mahuta 1860-1875. Hon var känd som "prinsessan Sophia" bland britterna. Te Paea Tiaho var regent under en kritisk period under striderna mellan britterna och maorierna. Hon förespråkade en fredslinje med britterna, men tvingades ge efter för krigsivrarna.   